# Синклер, Тревор
Тре́вор Ллойд Си́нклер (англ. Trevor Lloyd Sinclair; 2 марта 1973, Дулвич, Лондон) — английский футболист. Синклер был универсальным вингером, способным сыграть как на левом, так и на правом флангах, большую часть карьеры выступал в Премьер-лиге и сыграл 12 матчей за сборную Англии.
Ушёл из футбола в 2008 году после 19 лет профессиональной карьеры, после того, как ушёл из клуба Чемпионата Футбольной лиги «Кардифф Сити». Участник ЧМ-2002.

## Биография

### Ранние годы
Тревор Ллойд Синклер родился 2 марта 1973 года в городке Дулвич, который сейчас является районом Лондона. Футболом Трев начал заниматься в школе футбольного мастерства при Футбольной Ассоциации. А после её окончания начал свою карьеру в клубе «Блэкпул».

## Клубная карьера

### «Блэкпул»
Синклер начал свою карьеру в «Блэкпуле», где он играл с 1989 по 1993. В то время «мандарины» были на краю пропасти. Тревор Синклер дебютировал в команде 19 августа 1989 года в возрасте 16 лет и 5 месяцев, и побил рекорд Колина Гринала, бывшего самым молодым игроком «Блэкпула» (позже этот рекорд перекроет Мэтти Кэй в ноябре 2005).
Всего за «курортников» сыграл 112 матчей и забил 15 голов.

### «Куинз Парк Рейнджерс»
В 1993 году Синклер переехал в «Куинз Парк Рейнджерс», с которым он завоевал в октябре 1995 года награду игрок месяца английской Премьер-лиги.
В 1997 году он завоевал награду «Гол сезона» по версии программы «Матч дня» на телеканале BBC, забив ударом через себя, играя за КПР в матче Кубка Англии против «Барнсли».
За пять лет в КПР он сыграл 168 матчей и забил 16 голов.

### «Вест Хэм Юнайтед»
В январе 1998 года Синклер перешёл в «Вест Хэм Юнайтед» за общую сумму 2,7 миллионов фунтов; 2,3 млн фунтов стерлингов плюс игроки «Вест Хэма» Иэн Дауи и Кейт Роуленд перешли в КПР как часть сделки. Он провёл пять лет на Аптон Парке, сыграл 177 матчей в Премьер-лиге и забил 37 голов, включая два гола в своем дебютном матче за «Вест Хэм», 31 января 1998 года, сыграв вничью 2-2 против «Эвертона».

### «Манчестер Сити»
Синклер перешёл в «Манчестер Сити» в 2003 году за 3,3 млн фунтов стерлингов, и забил первый гол «горожан» на их новом стадионе «Сити оф Манчестер» в матче Кубка УЕФА, сыграв вничью с валлийским клубом «TNS».
В начале своей карьеры в «Манчестер Сити» он играл на левом фланге, на этой же позиции он играл за сборную Англии на Чемпионате мира 2002. Тем не менее, уход Шон Райт-Филлипса предоставил возможность для Синклера играть на его любимом правом фланге.
Синклер ушёл из «Манчестер Сити» в конце сезона 2006-07.

## Международная карьера
Синклер заработал 12 матчей за Англию, четыре из которых были на Кубке мира 2002, на котором он заменил травмированного Дэнни Мёрфи. В свою очередь, он заменил Оуэна Харгривза, который травмировался в начале турнира, в команде рассматривался как один из лучших игроков Англии в турнире, играя за Англию, а затем «проблемы с левой стороны».

## Личная жизнь
Синклер получил образование в средней школе Кастлбрук (Castlebrook) в Бери, Большой Манчестер. Это было в 1991 году, во время его пребывания в «Блэкпуле», уже тогда Синклер носил дреды. В 1998 году Синклер был осужден за причинения ущерба автомобилю, после попойки в ночном клубе в Эссексе. Он закончил карьеру и в настоящее время живёт в Дубае с женой и детьми.
Был радиоведущим и вёл утреннюю передачу на радио talkSPORT совместно с Рэем Парлором и Аланом Бразилом по пятницам, но был снят после комментария в Twitter о смерти королевы Великобритании.

## Достижения
«Блэкпул»
- Победитель плей-офф Четвёртого дивизиона Футбольной лиги: 1991/92

«Вест Хэм Юнайтед»
- Победитель Кубка Интертото: 1999

«Кардифф Сити»
- Финалист Кубка Англии: 2007/08